# Tomentella griseoumbrina
Tomentella griseoumbrina är en svampart som beskrevs av Litsch. 1936. Tomentella griseoumbrina ingår i släktet Tomentella och familjen Thelephoraceae.  Arten är reproducerande i Sverige. Inga underarter finns listade i Catalogue of Life.